# Сієдра
Сієдра (Σύεδρα) — античне місто в Аланії, Туреччина на південному узбережжі Малої Азії. Перша згадка про місто в античних джерелах датується першим століттям нашої ери.
Руїни міста знаходяться неподалік села Секі на вершині пагорба. Неподалік розташоване місто Газіпаша.
Збереглися міська брама, базиліка, акрополь, вулиця з колонами і резервуари для води. До печери із джерелом Сарнич Магарази є стежка і біля резервуарів можна попити води з джерела.
Археологічні розкопки міста почалися у 1994 під патронатом Музею Аланії. У 2011 археологи знайшли реліквії орієнтовно бронзової епохи. Ці знахідки свідчать що приблизно 5000 років тому місто Сієдра була морським портом.